# Панченко Дмитро Миколайович
Дмитро́ Микола́йович Па́нченко (6 квітня 1979 — 29 серпня 2014) — солдат Збройних сил України, учасник російсько-української війни.

## Короткий життєпис
Народився 1979 року в селі Соколівське (Кіровоградський район, Кіровоградська область). Закінчив соколівську школу; Кіровоградський медичний коледж імені Є. Й. Мухіна. Працював фельдшером, Ганнинський ФАП, Крупська сільська рада Кіровоградського району.
Мобілізований літом 2014-го, санітарний інструктор розвідувальної групи спеціального призначення, 3-й окремий полк спеціального призначення.
29 серпня 2014-го загинув під час виходу з Іловайського котла «зеленим коридором» — на дорозі між Многопіллям і Червоносільським. Група Панченка вела бій із чисельно переважаючим ворогом, вояки убили чимало терористів, Дмитро надавав допомогу пораненим, витягував та відстрілювався.
3 вересня тіла 97 військовиків привезено до дніпропетровського моргу. Тимчасово похований як невпізнаний герой 16 жовтня 2014-го на Краснопільському цвинтарі Дніпропетровська.
Упізнаний за тестами ДНК, перепохований в Кіровограді на Рівнянському кладовищі, Алея слави, в березні 2015 року.
Вдома лишилися батьки, брат, дружина, син і донька.

## Нагороди та вшанування
За особисту мужність і героїзм, виявлені у захисті державного суверенітету та територіальної цілісності України, вірність військовій присязі під час російсько-української війни, відзначений — нагороджений
- 27 червня 2015 року — орденом «За мужність» III ступеня.
- Його портрет розміщений на меморіалі «Стіна пам'яті полеглих за Україну» в Києві: секція 3, ряд 10, місце 13
- Вшановується 29 серпня на щоденному ранковому церемоніалі вшанування українських захисників, які загинули цього дня в різні роки внаслідок російської збройної агресії[1]
- Іловайський Хрест (посмертно)
- у соколівській школі відкрито меморіальну дошку його честі
- на будівлі ганнинського ФАПу відкрито йому меморіальну дошку